# Podlug (Benkovac)
Pour les articles homonymes, voir Podlug.
Podlug est un village de la municipalité de Benkovac (Comitat de Zadar) en Croatie. Au recensement de 2011, la ville comptait 177 habitants.